# 丘鶴儔

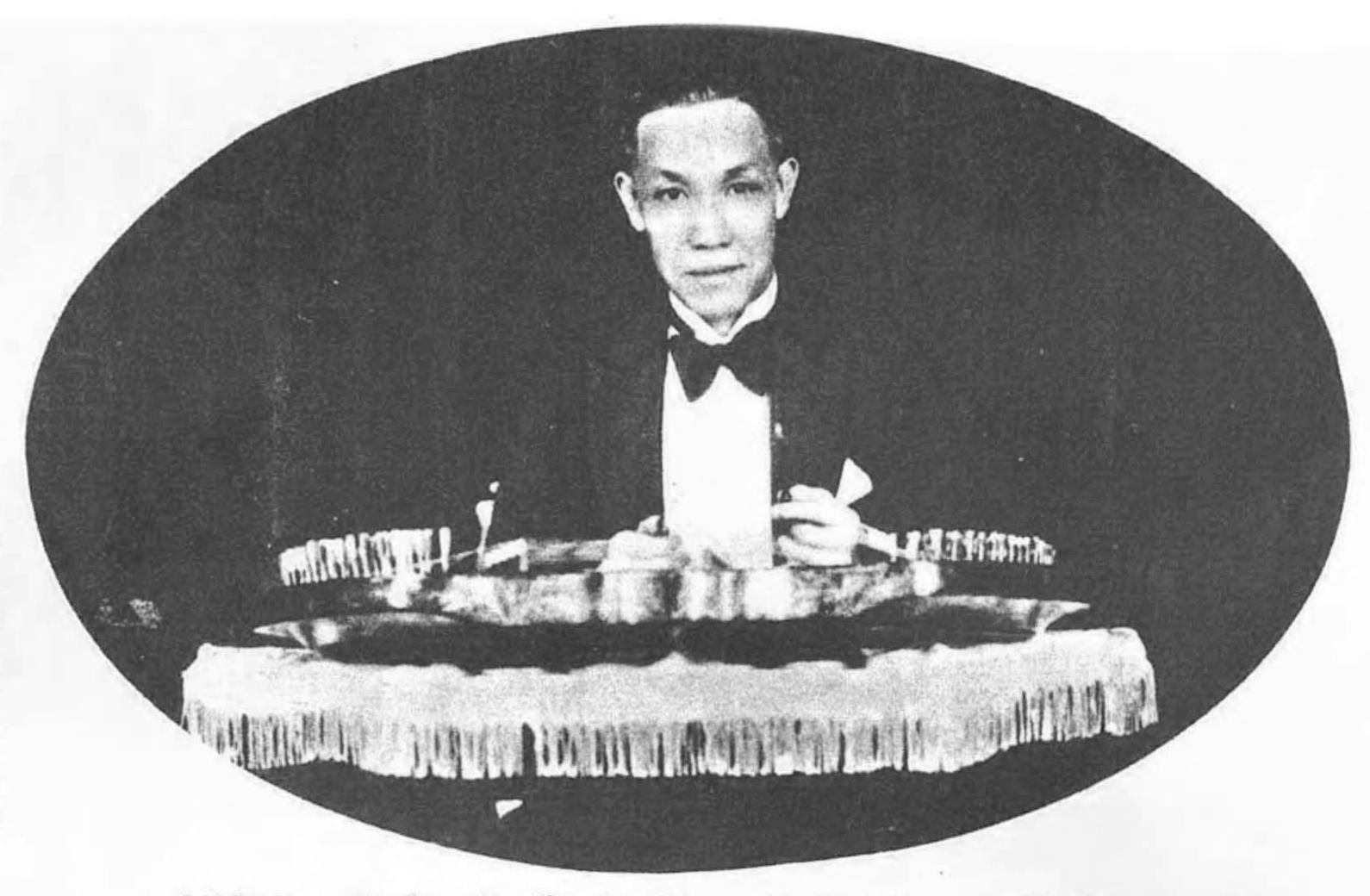
丘鶴儔, 1930

丘鶴儔（1880年—1942年），生於廣東台山，乳名阿英，鄉人稱為靚仔英。廣東音樂揚琴演奏家，編著第1本廣東音樂專著《弦歌必讀》，其廣東音樂作品《獅子滾球》於1950年被馬思聰改編成鋼琴曲。
年幼時曾隨鄉中南巫、師姑、八音班學習佛教音樂、道教音樂、戲曲音樂。13歲入八音班為嗩吶演奏員，其後師隨胡德高學習廣東音樂，專習揚琴，亦學二弦、嗩吶、高胡、小提琴等。
1895年，15歲時到東南亞謀生，20多歲定居香港，在電話公司任職，其後經營一家小店，售賣日用品、樂器，兼教授音樂，漸以教授廣東音樂為主業。其間記錄、整理音樂作品，並開始編寫音樂著作，如《弦歌必讀》、《琴學新編》、《琴學精華》、《國樂新聲》等，部份著作外銷到中國、東南亞、美洲。
1934年赴紐約等地演奏，獲得好評。1941年喪子，1942年病逝於香港。其女兒亦於2016年病逝於香港，享年99歲。

## 主要著作
- 《弦歌必讀》，香港：亞洲石印局，1916年

丘鶴儔第1本著作，為初學粵曲及粵劇音樂者而編寫的專書。此書有3篇序，30多頁討論粵劇及粵曲音樂理論的文字和圖表，討論主題包括音樂字母、讀字母音韻方法、字底格式、板路握要、讀曲肉字音方法、花指格式、啞口字、曲肉字、二簧、西皮等等。另200多頁粵曲及工尺譜，有八板頭，25首小調，20首過場譜，各種二簧、西皮、梆子的板面和過板，5首大調，11首班本曲。另有香港時昌洋服舖和香港天真石印局印行的版本。
- 《琴學新編》，香港：亞洲石印局，1920年

此書是為初學粵曲伴奏的揚琴演奏者而編寫。此書有1幅著者肖像，6篇序文，20多頁討論揚琴演奏和粵劇音樂理論的文字和圖表，討論主題包括板路、字底、曲肉字、呀口字、音樂字母、揚琴竹法、南音、梵音、粵謳、戀壇等等。另200多頁粵劇及工尺譜，叮板符號以朱色印刷，包括八板頭、小調、過場、大調、二簧、西皮、梆子、戀壇、南音、粵謳、梵音等。
- 《琴學新編》，香港：亞洲石印局，1921年

《琴學新編》的修正版。
- 《琴學新編》，香港：東華石印局，1921年

此書與香港亞洲石印局的版本大致相同，但缺勘誤表。
- 《增刻弦歌必讀》，香港：亞洲石印局，1921年

《弦歌必讀》的再版。由於當時《弦歌必讀》銷量佳，有很多翻版的出現，因此再版。此版本作了頗多修改。此書加了1篇序，共4頁；30多頁討論粵劇音樂理論的文字和圖表。另200多頁粵劇及工尺譜，除《弦歌必讀》已有的曲目外，加入1首過場譜、4首古調、多首板面和過序、1首大調、刪去2首班本曲，并加入10首曲。
- 《增刻弦歌必讀》，香港：天真石印局，1921年

內容同亞洲石印局版本
- 《琴學新編第2集》，香港：環球石印局，1923年

《琴學新編》的續集。此書有1張著者肖像，5篇序文，10多頁討論粵劇音樂理論的文字和圖表，主要是討論第1集所欠缺、不足的內容，包括揚琴竹法、腔口、揚琴和簫的字底等等。另200多頁粵劇及工尺譜，叮板符號以紅色印刷，加有揚琴竹法符號，包括4首小調、8首二簧、7首梆子、4首大調、2首崑腔。
- 《琴學精華》，1928年

本書是是最早期的廣東揚琴書籍之一，為已有一定揚琴演奏程度的人編寫的粵劇及粵曲揚琴譜，所用的竹法比《琴學新編》較為密些。此書有20多頁討論揚琴、粵曲及粵劇音樂理論的文字和圖表，主要內容有《琴學新編》和《琴學新編第2集》所沒有的快打竹法、竹法符號、揚琴字底格式。另至少有2篇序文等。此外，有200多頁工尺譜，包括粵樂過場譜2首、粵樂小曲3首、粵樂古調1首、粵曲二簧5首、粵曲乙反1首、粵曲梆子3首、粵樂新譜2首、雅樂名譜2首、滬樂名譜1首、粵曲梆子反線1首、粵曲二簧反線1首、牌子5首、古調雅樂譜2首和《卿雲歌》。

## 主要作品
- 《娛樂升平》
- 《獅子滾球》
- 《相見歡》
- 《雙龍戲珠》
- 《聲聲慢》
- 《活潑精神》